# Самуель Оргельбранд
Самуель (Самуїл) Оргельбранд (пол. Samuel Orgelbrand; рос. Самуэль (Самуил) Оргельбранд; 1810, Варшава — 16 листопада 1868, Варшава) — видатний польсько-єврейський видавець і книготорговець. Видавець великої польської енциклопедії, брат Мауріція Оргельбранда.

## Життєпис
Самуель Оргельбранд у 1826—1830 роках навчався в рабинському училищі у Варшаві.
У 1836 році відкрив маленьку антикварну крамницю і став одночасно активно займатися видавничою діяльністю. У 1840 році відкрив при крамниці платну бібліотеку книг польською мовою, а в 1845 році — також і на французькій мові.
Став розширювати книготоргівлю. У 1841—1857 роках був співвласником книгарні в Сувалках, відкрив книжковий склад в Лейпцигу, крамницю у Вільно, Кам'янці-Подільському, в 1859 році придбав будинок на краківському передмісті у Варшаві та відкрив там велику книжкову крамницю. З 1863 року розпочав продавати в своїх крамницях книги, видані тільки у власному видавництві.
У 1844 році він придбав друкарню, яку згодом оснастив сучасним обладнанням і значно розширив. З метою вивчення передового досвіду поліграфічного і друкарської справи, відвідав друкарні Лондона, Парижа, міст Німеччини. Першим в Польщі став застосовувати парові друкарські машини. Шрифти виготовлені в друкарні С. Оргельбранда були відзначені нагородами на виставках в Москві (1865) і Парижі (1867). Вони застосовувалися не тільки в інших друкарнях Царства Польського, але також Києва й Вільно.

## Видавнича діяльність
Самуель Оргельбранд випустив понад 250 творів в 500 томах. Тільки єврейських творів видав близько 100 томів, серед них на першому місці стоїть «Вавилонський Талмуд», що вперше з'явився в Царстві Польському (було надруковано 12000 примірників).
Спочатку своєї видавничої діяльності випускав популярну французьку літературу, в тому числі твори Дюма-батька, Поль де Кока, Е. Сю. Пізніше приступив до випуску видань соціального, національного і наукового характеру: історичної, художньо-історичної, природознавчої літератури та підручників.
Він першим в Польщі став друкувати твори Юзефа Крашевського. Видав 30 його книг (у тому числі «Пам'ятник історії вдач у Польщі»), Олександра Фредро, Юліуша Словацького та інших. У 1844 році випустив «Бібліотеку стародавніх польських письменників» (друге видання 1854 р.), ряд історичних видань, зокрема, «Кладовище Повонзкі недалеко від Варшави» (1855—1858), «Давня Польща з точки зору історичної, географічної та статистичної», «Нове про історію мистецтва в старій Польщі», «Пам'ятники й могили поляків на іноземних кладовищах», «Божественна комедія» Данте та ін.
У 1857 році Оргельбранд приступив до найбільшого свого видання — «Загальної енциклопедії» польською мовою (якою доти не було — «пол. Encyklopedja Powszechna»), що складається з 28 томів. Останній том енциклопедії з'явився в 1868 році.
Автор і видавець «Списку дворянам Царства Польського до 1853 рік» (1851—1854).

## Вшанування
Іменем С. Оргельбранда названий один зі скверів м. Варшави.